# S.T.A.L.K.E.R.: Shadow of Chernobyl
S.T.A.L.K.E.R: Shadow Of Chernobyl (en ruso: S.T.A.L.K.E.R.: Тень Чернобыля) es un videojuego de disparos en primera persona y horror de supervivencia desarrollado por GSC Game World. S.T.A.L.K.E.R: Shadow Of Chernobyl contiene tanto elementos de un videojuego de rol como conversaciones, comercio, habilidades, misiones secundarias e inventario. Creado por GSC Game World y distribuido por THQ, fue lanzado el 21 de marzo de 2007 tras casi 6 años de desarrollo, y durante un tiempo fue considerado como vaporware. Este juego utiliza un motor gráfico conocido como X-Ray, el que permitió la existencia de una serie de novedades en este producto. S.T.A.L.K.E.R. es la sigla de Scavenger (carroñero), Trespasser (allanador), Adventurer (aventurero), Loner (solitario), Killer (asesino), Explorer (explorador), Robber (ladrón). (Sigla no oficial).

## Motor
El motor gráfico utilizado por este videojuego es el X-Ray. Este es un potente y moderno motor DirectX 9, que cuenta con las siguientes características:
- Posee gráficos de gran realismo con desalineación de más de 1.000.000 de polígonos en pantalla
- Permite vastos espacios abiertos de hasta 4 km² y entornos interiores detallados
- Iluminación dinámica por píxel
- Ciclo día-noche dinámico
- Efectos meteorológicos dinámicos

## Juego
Este videojuego permite una modalidad de juego en primera persona. El personaje asignado tiene como nombre "Marcado", debido a que fue encontrado de casualidad, inconsciente y con una marca en el brazo que dice "S.T.A.L.K.E.R.". 
En el juego se debe luchar contra mutantes que fueron afectados por radiación, militares, bandas de criminales y STALKERS rivales. También contiene elementos sobrenaturales, como un objeto desconocido llamado "El Genio", que según las historias se encontraría dentro de la Central Nuclear, y tiene la capacidad de conceder cualquier deseo que se le pida.

### Trama
La historia se desarrolla en el año 2012 en un lugar llamado "La Zona", situada en la Central Nuclear de Chernóbil y sus proximidades, abarcando la ciudad abandonada de Prípiat. La geografía en el juego considera las localidades reales con algunas modificaciones en cuanto a posición y tamaño. 
Este juego tiene lugar luego de una "segunda explosión nuclear" ficticia que ocurre en el año 2006 causada por experimentos de un grupo de científicos de la extinta Unión Soviética, quienes aspiraban a crear un sistema de radares y transmisión para controlar mentalmente a la población, logrando crear una utopía controlada. En el momento en que los experimentos afectan una capa de la atmósfera llamada noosfera, se libera una cantidad de energía enorme, tan intensa que desdibuja el paisaje en bizarras y surreales anomalías, tan bellas como letales. En dichas anomalías se forman objetos conocidos como artefactos, los que le dan al portador capacidades sobrehumanas. Los STALKERS se dedican a buscar y vender artefactos.

### Misiones
Esta aventura se divide en varias misiones importantes.
La misión principal es "Matar a Strelok", cuyo paradero es desconocido, por lo que hay que adentrarse en "La Zona" para descubrir sus tenebrosos secretos.
En el comienzo se muestra un vídeo en el cual hay un paisaje de campo con un clima lluvioso y tormentoso y un camino por el cual avanza un camión al cual llaman "El camión de la muerte". El camión avanza a mucha velocidad resbalando por la carretera húmeda, en su parte posterior sólo se vislumbran siluetas humanas; es una misteriosa carga que parecen ser cadáveres afectados por la radiación. Tras unos segundos un rayo cae repentinamente muy cerca del camión destruyendo toda la parte trasera, lo que hace perder el control del vehículo y salirse de la carretera. Cuando la tormenta termina, un hombre corre hacia la zona del accidente y comienza a buscar entre los cuerpos cosas de valor. Se acerca a examinar a una persona y descubre que ésta aún vive. Lo levanta mientras sigue inconsciente y lo transporta al campamento para que lo examine Sidorovich.
Cuando lo depositan sobre una mesa, buscan en su vestimenta algún indicio de su identidad. Descubren una PDA, en la que hay un mensaje escrito en letra mayúscula: "KILL STRELOK" (Matar a Strelok). El hombre despierta sobresaltado y les quita la PDA de las manos, dejando a la vista un tatuaje con las siguientes siglas: S.T.A.L.K.E.R. Este hombre es el protagonista del juego.
Stalker se refiere a los "acechadores", las personas que se va encontrando a lo largo de la aventura. Los Stalkers pedirán que hagan misiones para ellos, a cambio de lo que darán alguna recompensa. Pero a lo largo del juego se presenta otro significado para STALKER.

## Peligros de la Zona

### Mutantes
- Jabalí: Los mutantes más normales de la zona, los cuales suelen verse en las zonas exteriores de la zona, especialmente en el Cordón. Son jabalíes que han perdido todo el pelaje excepto en la parte inferior, sus pezuñas se han vuelto más fuertes y han perdido el color de las pupilas. Además sus cabezas están plagadas de manchas y arrugas. Es un animal mutante de gran tamaño que alcanza el metro y medio de ancho. Suelen embestir a sus víctimas intentando derribarlas para luego despedazarlas, aunque son bastante débiles.
- Carne: El cerdo común también ha sufrido considerables cambios biológicos desde el día de la catástrofe. Parece que en este caso son afectados los genes del metabolismo ya que han desarrollado una capa protectora de escamas y placas exoesqueléticas. Su poder de regeneración se ha incrementado notablemente, así como la complejidad de su sistema nervioso. A pesar de esto, son bastante fáciles de abatir. Al igual que los cerdos normales, los mutantes son omnívoros y pueden atacar a un Stalker cuando están hambrientos.
- Pseudogigante: Es un humanoide gigante deforme que camina en dos patas, suele ser muy resistente a las balas, e incluso sobreviven a un disparo de RPG. Al estar cerca de uno de ellos el suelo tiembla y se oyen fuertes pisadas, a la vez que ruge como si fuera un león. Su especialidad es realizar grandes ondas de choque golpeando sus patas contra el suelo. Esta bestia se encuentra en los laboratorios X16, X18, Valle Oscuro y Pripyat, afortunadamente en todas las ocasiones pueden ser evadidos.
- Chupasangre: Humanoide que camina encorvado y posee tentáculos con los que absorbe la sangre de sus víctimas. Suele encontrarse en lugares oscuros como subterráneos y alcantarillados pero hay unos pocos que salen al exterior matando al primer incauto que encuentran y aterran a los Stalkers, los cuales huyen. Los pocos supervivientes que los han visto narran espeluznantes historias en subterráneos y lugares oscuros, donde han encontrado cadáveres de soldados, bandidos, etc. Puede notarse que se es seguido por este monstruo por su peculiar jadeo. La habilidad especial que presenta es hacerse invisible, por lo que es recomendable tener municiones, botiquines y no detener el paso al momento de enfrentarlo.
- Snork: Se cree que alguna vez fue un hombre, incita a pensar a cuánta radiación tuvo que estar expuesto para transformarse en esta bestia. Su apariencia es la de un hombre, más bien un soldado con máscara de gas, pero tras tantas mutaciones consiguió grandes dientes y garras. Es muy sigiloso y ágil, lo que lo ayuda a cazar a su presa. Deambulan en grupos en lugares como bosques o lagos aunque también en ciudades abandonadas. Curiosamente son los únicos mutantes presentes en la central nuclear. Enfrentarse a un grupo de estos seres es una bonita manera de dejar un cadáver.
- Controlador: Mutante humano cabezón, no se sabe con exactitud como acabó en este estado, pero lo que sí se sabe es que si te encuentras con uno de ellos te volverás loco. Este humanoide posee una característica especial muy extraña; no tiene garras, ni tentáculos, ni ninguna arma aparente, pero puede controlar la mente. Cuanto más cerca de él se está, más fuertes son las voces que oye dentro de su cabeza. Esa es su única arma, si no te liberas de su control mental te convertirás en un zombi. Es el enemigo final del subterráneo de Agroprom y X-16, además de aparecer en otros lugares.
- Poltergeist: Es una leyenda creada por Stalkers que fueron a lugares tenebrosos. Se dice que es un espíritu con forma semi-humana que ahuyenta a las personas. Es un monstruo muy real parecido a una anomalía que se presenta en forma de bolas de fuego y en bolas de rayos, en lugares solitarios.  Hacen levitar objetos y los arrojan contra el intruso e incluso algunos lanzan bolas de fuego. Se encuentran en el laboratorio X18. Solo se puede ver su forma física real cuando son asesinados.
- Perro ciego: Son perros que al estar expuestos a mucha radiación perdieron la vista, pero sus otros sentidos mejoraron. Suelen encontrarse en manadas y cuando se acercan a ellos huyen o atacan dependiendo del hambre que tengan.
- Zombi: Los zombis en este videojuego son personas que fueron expuestas a emisiones psíquicas de un artefacto denominado coloquialmente el "Cauterizador cerebral" ubicado en el Bosque rojo, o de otro emisor ubicado en las inmediaciones del antiguo lago de Yantar. Se les ve deambulando por la zona sin rumbo fijo, comiendo lo que encuentran. Al anochecer se les ve agrupados con otros zombis mascullando palabras sin sentido. Eso si, tener el cerebro frito no les impide disparar sus armas y van en número, así que pueden ser peligrosos, es importante comprobar que estén muertos ya que pueden volver a levantarse.
- Ratas: Son simples roedores mutados extensivamente por la radiación, se volvieron muy agresivos, aumentaron de tamaño y perdieron el pelo. Son rápidos y casi siempre atacan en grandes grupos, se encuentran normalmente en zonas industriales. Son bastante débiles pudiendo ser eliminados con 2 disparos, pero ya sabes, "la unión hace la fuerza".
- Pseudoperro: Es el resultado de la mutación de los lobos de la zona. Suelen dirigir las manadas de perros ciegos, son bastante agresivos y si entran en su territorio persiguen hasta que salgan de él, cuando alcanzan a su oponente lo muerden y lanzan por los aires.

También existen criaturas que fueron eliminadas de la versión final del juego, aunque en algunas modificaciones no oficiales las vuelven a incluir (puesto que su código existe, pero no se usa):
- Izlom: Posiblemente sean el resultado de un experimento ya que aparentemente son humanos con un brazo enorme con el cual atacan. Son neutrales a los snorks pero atacan a los chupasangres.

- Burer: Seres humanoides vestidos con túnicas. Son feos, bajitos, regordetes y sucios. Se les encuentra en lugares subterráneos ya que odian la luz del sol. Desde lejos se parecen a un Stalker normal pero la realidad es muy diferente. Lanzan objetos y pueden crear anomalías de fuego (de ahí su nombre) igual que los Poltergeist, pueden proyectar un escudo que los protege de las balas (pero no de las explosiones o las puñaladas) y pueden quitarte el arma de las manos con un ataque telequinético. Como si esto fuera poco suelen ir en grupo. Así que encontrarse con ellos es extremadamente peligroso. Vuelven a ser introducidos en Call of Pripyat, la secuela de Shadow of Chernobyl.

- Quimera: Parece una bestia mitológica, es un mutante cuadrúpedo que posee dos cabezas, es el más rápido de todos los seres de la zona y muy resistente a las balas (aunque un RPG lo deja seco), así que siempre alcanza a sus enemigos y los ataca sin parar hasta ser eliminado. Curiosamente hay ocasiones en que no se sabe si se es seguido por uno hasta que se abalanza encima, tiene un rugido muy similar al del Chupasangres. Son reintroducidos en Call of Pripyat.

- Zombie: Estos enemigos fueron planeados para salir en la beta final del juego hasta que fueron remplazados por su versión original en el juego. No se sabe bien su origen pero hay teorías de que la radiación nuclear muto algún virus letal. Son humanos en estado de descomposición vestidos como conejillos de indias de algún laboratorio. Estos muertos vivientes deambulan por grupos o en solitario por la zona sin rumbo fijo. Jadean, mascullan palabras y gimen por donde van. No poseen armas y son muy lentos pero si les atacan corren hacia su oponente. Son difíciles de matar porque mueren y resucitan constantemente, una granada puede quitarlos de en medio para siempre. También hay una variante de estos monstruos llamada Fantasma Viviente con la única diferencia de que se transparenta y a lo lejos es más difícil de ver.

### Anomalías
Son campos de fuerza anómalos, si algún Stalker incauto cae en ellos morirá o con mucha suerte quedará muy malherido.
- Electro: Anomalía formada de unos 10 metros de diámetro, acumula gran cantidad de electricidad estática. Cuando se activa explota en docenas de mini rayos casi letales. Produce los siguientes artefactos: Bengala, Destello y Claro de luna.

- Trampolín: Una anomalía que efectúa descargas sobre cualquiera que se encuentre en su radio de acción. Permanece activa durante una semana y media. Produce los siguientes artefactos: Medusa, Flor de piedra y Flor nocturna.

- Remolino: Esta anomalía arrastra a sus víctimas y les da vueltas en el aire a gran velocidad. Produce los siguientes artefactos: Sangre petrificada, Bola de carne y Alma.

- Vórtice: Cuando se activa, la potencia del vórtice arrastra hacia el centro todo lo que hay en un radio de 10 a 15 metros. Produce los siguientes artefactos: Torcedor, Gravi y Pez de colores.

- Ponche de frutas: Al contacto, esta anomalía produce lesiones similares a las del ácido. Produce los siguientes artefactos: Cieno, Babosa y Mica.

- Pelusa quemada: Esta anomalía descarga una lluvia de proyectiles cuando sufre una reacción rápida de acercamiento de seres vivos. Produce los siguientes artefactos: Espina, Espina de cristal y Palomilla.

## Historia real e inspiración

### La catástrofe de Chernóbil
El 26 de abril de 1986, en un aumento súbito de potencia en el reactor 4 de la planta nuclear Lenin, ubicada en Chernóbil, se produjo el sobrecalentamiento del núcleo del reactor nuclear y una explosión del hidrógeno acumulado dentro. Todo esto ocurrió porque querían mejorar el rendimiento en el Sistema de Seguridad, pero cometieron errores fatales. 
Cuando el reactor explotó, los pedazos del mismo volaron por los aires como grandes bolas de fuego, e incendiaron toda la zona del reactor 4. Al mismo tiempo hubo un escape masivo de radiación que afecto todo Chernóbil. Si no hubiera sido por una heroica actuación de dotaciones de bomberos militares y los «liquidadores» la catástrofe hubiera sido mayor, ya que detuvieron el avance del fuego sobre el reactor 3. Estos hombres al estar expuestos a tanta radiación fueron muriendo al cabo de varias horas o días. La liberación de radiación fue tan alta que una nube radioactiva se expandió por los países cercanos de Europa.
Fue la peor catástrofe en una central nuclear de la historia, y la más mortífera. La mayoría de las muertes no fueron debido a las explosiones, sino a la enorme cantidad de radiación liberada. Al día de hoy se siguen observando las secuelas de esta catástrofe en diversas mutaciones que sufren las personas.

### Stalker (La Zona)
Si bien el dramático episodio de Chernóbil colaboró a la idea del mundo virtual de juego, también lo hizo y quizás con mayor detalle en alusiones directas, la película homónima soviética de 1979 Stalker (Сталкер). El film de ciencia ficción del director Andréi Tarkovski es a su vez una adaptación de la novela Picnic extraterrestre (1972), de Arkadi y Borís Strugatski. La película es considerada un clásico de culto en su género, y una de las mejores películas rusas de todos los tiempos.
Tanto en el libro como en la película se mencionan elementos como "La Zona" (título con el que se conoció a Stalker en la mayor parte de Hispanoamérica), "Genio"..., y lo más característico: el "tornillo" arrojadizo que usan los Stalkers para hallar caminos libres de anomalías en "La Zona", lo que es sin lugar a dudas la prueba más veraz de la relación entre dichas obras, pese a la infinidad de cambios introducidos en la creación argumental del videojuego con respecto a la película y la novela.

## Secuelas y Precuelas

### S.T.A.L.K.E.R.: Clear Sky
Precuela de Shadow of Chernobyl. La historia se desarrolla antes de los acontecimientos ocurridos en el juego original. Mientras guía a un grupo de científicos a través de la Zona, Scar se desmaya durante una alta emisión de energía. Scar, el único que sobrevive, es luego rescatado por Clear Sky, una facción secreta e independiente de la Zona dedicada a investigar y aprender sobre la Zona en su intento de comprender mejor sus fenómenos. No se sabe cómo ha sobrevivido Scar a la emisión, pero se observa que ha sufrido daños en su sistema nervioso central y parece mostrar otros cambios fisiológicos sutiles.

### S.T.A.L.K.E.R.: Call of Pripyat
Secuela oficial de Shadow of Chernobyl. La historia gira alrededor de un militar llamado Alexander Degtyarev, enviado a la zona por la USS para investigar las causas que ocasionaron la caída de los helicópteros que participaban en la Operación Puente, en la cual se pretendía llegar al centro de la Zona mediante dichos helicópteros, pero algo ocasionó que éstos se precipitaran.

### S.T.A.L.K.E.R. 2
Aunque fue cancelado, se preveía su lanzamiento para mediados o finales del 2012. Tendría una nueva historia, posterior a los hechos vistos en Call of Pripyat. Contaba con nuevos personajes y algunos ya vistos, nuevos mutantes y además utilizaría un nuevo motor gráfico. Esta entrega formaría parte del género Survival Horror. El terror llegaría por las nuevas zonas subterráneas y búnkeres de las zonas entre CNPP, Chernobyl y Chernobyl 2. Su cancelación se hizo oficial a través de las cuentas oficiales de Twitter y Facebook de la desarrolladora. Sin embargo el juego dio una nueva señal el 15 de mayo de 2018. Con los detalles a cuenta gotas hasta finales del 2020, se supo que el juego está siendo desarrollado bajo Unreal Engine 4, con una inyección de recursos por parte de Microsoft, y se revelaron el primer tráiler y otros detalles.